# Остолопово (станция)
Остолопово — железнодорожная станция в населённом пункте Остолопово (разъезд) Краснохолмского района Тверской области. Относится к железнодорожной линии Кабожа — Сонково. 
Название станция, вероятно, получила по топониму "Остолопово", часто встречающемуся на востоке Тверской области. Одно из значений слова "остолоп" — дерево с естественно обломленной верхушкой (высокий пень).

## Инфраструктура
Осуществляется продажа билетов на пассажирские поезда. Имеется здание железнодорожного вокзала.
Железнодорожная линия и станция не электрифицированы. От станции отходят однопутные ветки.
Осуществляется пригородное движение поездов  Весьегонск — Сонково. 